# Боснійський еялет
44°14′00″ пн. ш. 17°40′00″ сх. д. / 44.23333333° пн. ш. 17.66666667° сх. д.
Босні́йський еяле́т (осман. Eyalet-i Bosna‎, босн. Bosanski pašaluk, босн. Босански пашалук) — адміністративна одиниця, еялет, що входив до складу Османської імперії в період між 1580 та 1867 роками. Займав території сучасних Боснії і Герцеговини, Хорватії, Сербії та Чорногорії. Ліквідований в результаті Боснійського постання, після якого розформований на Боснійський віялет та еялет Герцеговина.

## Історія

### Передумови
1463 року короля Стефана Томашевича було страчено османськими солдатами. На території Боснії було утворено Боснійський санджак. Через двадцять років до цієї території приєднали Герцеговину.

### Адміністративний розподіл
Боснійський еялет складався з Боснійського санджака, Герцеговинського санджака, Вучитрнського санджаку, Пізренського санджаку, Кркського санджаку та Пакрацького санджаку.

### Зменшення території
Боснійський еялет був однією з найменш розвинених адміністративних одиниць у складі Османської імперії.
В результаті Великої Турецької війни, що скінчилася підписанням Карловицького договору, територію Боснійського еялета складали лише чотири санджаки, три з яких значно зменшились.
У зв'язку з тим, що регіон був кордоном з Священною Римською імперією, інтенсивність воєнною адміністрації відповідала умовам географічного розташування.

## Період Боснійського повстання
1831 року губернатор Гусейн Градашчевіч зайняв Травник та вимагав широкої автономії і зменшення мобілізації серед населення.
Алі-паша Різванберговіч скористався суперечками між боснійцями та жителями Герцеговини та відділив район розселення останніх і перетворив його на еялет Герцеговину.
В результаті реформи 1865 року, 1867-го інші частини Боснійського еялету перетворилося на Боснійський віялет, а повстання було придушено.

## Правителі
- Сарі Сулейман-паша
- Топал Осман-паша
- Осман Градашевіч
- Гасан Предоєвіч
- Гусейн Градашевич
- Гасейн Боляніч
- Алі-паша Різванбеговіч
- Мехмет-бек Куленовіч
- Бекір-паша (Абу Бакр-паша)

## Столиця
- Травник — (1553; 1697—1833; 1839/40–1851)
- Баня-Лука — (1553—1638)
- Сараєво — (1639—1697; 1833—1839/40; 1851—1878)